# 北布朗寧 (蒙大拿州)
北布朗寧（英語：North Browning）是位於美國蒙大拿州冰川縣的普查規定居民點。

## 人口
根據2020年美國人口普查的數據，北布朗寧的面積為7.51平方千米，當中陸地面積為7.49平方千米，而水域面積為0.02平方千米。當地共有人口2653人，而人口密度為每平方千米353.26人。